# Crispiphantes
Genre
Crispiphantes est un genre d'araignées aranéomorphes de la famille des Linyphiidae.

## Distribution
Les espèces de ce genre se rencontrent en Chine, en Corée du Sud et en Russie dans le bassin de l'Amour,.

## Liste des espèces
Selon World Spider Catalog (version 16.5, 06/08/2015) :
- Crispiphantes biseulsanensis (Paik, 1985)
- Crispiphantes rhomboideus (Paik, 1985)

## Publication originale
- Tanasevitch, 1992 : New genera and species of the tribe Lepthyphantini (Aranei Linyphiidae Micronetinae) from Asia (with some nomenclatorial notes on linyphiids). Arthropoda Selecta, vol. 1, no 1, p. 39-50 (texte intégral).